# 国際連合安全保障理事会決議663
国連安全保障理事会決議663（こくさいれんごうあんぜんほしょうりじかいけつぎ663、英: United Nations Security Council Resolution 663, UNSCR663）は、1990年8月14日に国際連合安全保障理事会で採択された決議。リヒテンシュタイン公国の国連加盟申請を検討したうえで、リヒテンシュタインの承認を総会に勧告したものである。